# Amir Shaheen
Amir Shaheen (* 28. April 1966 in Lüdenscheid) ist ein deutscher Schriftsteller.

## Leben
Amir Shaheen ist der Sohn eines arabischen Vaters und einer deutschen Mutter. Er wuchs im Sauerland auf. Nachdem er 1985 die Reifeprüfung abgelegt und seinen Wehrdienst abgeleistet hatte, studierte er ab 1986 Germanistik, Anglistik und Theaterwissenschaft in Stuttgart und Köln. Daneben lieferte er als freier Mitarbeiter Texte für Zeitschriften, Rundfunk und Fernsehen. Ab 1994 war Shaheen als Texter in einer Kölner Werbeagentur tätig, daneben schrieb er als freier Journalist Beiträge für Stadtmagazine und Zeitschriften im Rheinland. Später war er als Verlagskaufmann, Redakteur und Herausgeber in Verlagen tätig; u. a. wirkte er 2003 maßgeblich an dem Benefiz-Projekt "Tempo - das schnellste Buch der Welt" mit, bei dem die Entstehungsstufen einer Anthologie vom Verfassen der Texte über die Herstellung und Druck des Buches bis hin zur Auslieferung an die Buchhandlungen innerhalb eines Tages bewältigt wurden. Shaheen lebt heute als Mitinhaber und Geschäftsführer einer Textagentur in Köln.
Amir Shaheen veröffentlicht seit 1989 literarische Texte, wobei der Schwerpunkt seiner Arbeit auf dem Gedicht und dem Essay liegt.

## Werke
- Unterwegs an all den Stränden, Weilerswist 1996
- Das andere Ende der Schlaflosigkeit, Weilerswist 2000
- Keine Wendemöglichkeit, Weilerswist 2005
- Überall und morgen, Bremen 2012
- Schließlichter, Bremen 2012
- Noch zweimal einpacken bis Südterrasse, Bremen 2013
- Fußnoten und Papiertüten. Gedichte 1991-2016, Bremen 2016
- Leuchtspuren Restlicht. Gedichte, Bremen 2019.
- Noch zweimal einpacken bis Südterrasse. Erweiterte Neuauflage, vollständig ausgepackt und renoviert, Bremen 2020
- Ich bin kein Ausländer, ich heiße nur so, Bremen 2020

## Herausgeberschaft
- Spurensicherung, Weilerswist 2005 (herausgegeben zusammen mit Axel Kutsch)
- Hier ziehe ich die Schuhe aus, Weilerswist 2006